# 小口浩
小口 浩（おぐち ひろし）は、日本の国土交通技官。山口県土木建築部長や、内閣府沖縄総合事務局次長などを経て、建設業振興基金業務執行理事。

## 人物・経歴
長野県塩尻市出身。1985年東京大学工学部都市工学科卒業、建設省入省。1994年建設省東北地方建設局企画部企画課長。1995年警察庁交通局都市交通対策課管理官。1998年建設省道路局路政課長補佐。1999年建設省近畿地方建設局奈良国道工事事務所長。2002年国土交通省近畿地方整備局企画部環境審査官。2003年国土交通省道路局地方道・環境課企画専門官。
2005年国土交通省九州地方整備局福岡国道事務所長。2008年国土交通省道路局地方道・環境課道路交通安全対策室長。2010年山口県土木建築部次長。2011年山口県土木建築部長。2012年地盤工学会中国支部評議員。
2014年国土交通省北陸地方整備局企画部長。2016年東日本高速道路建設・技術本部建設部部付部長。同年同社経営企画本部本部付部長。2018年内閣府沖縄総合事務局次長（開発建設担当）。2020年国土交通省大臣官房付、退官、建設業振興基金建設キャリアアップシステム技術統括役。2022年建設業振興基金理事（業務執行理事）。